# Colette Flesch

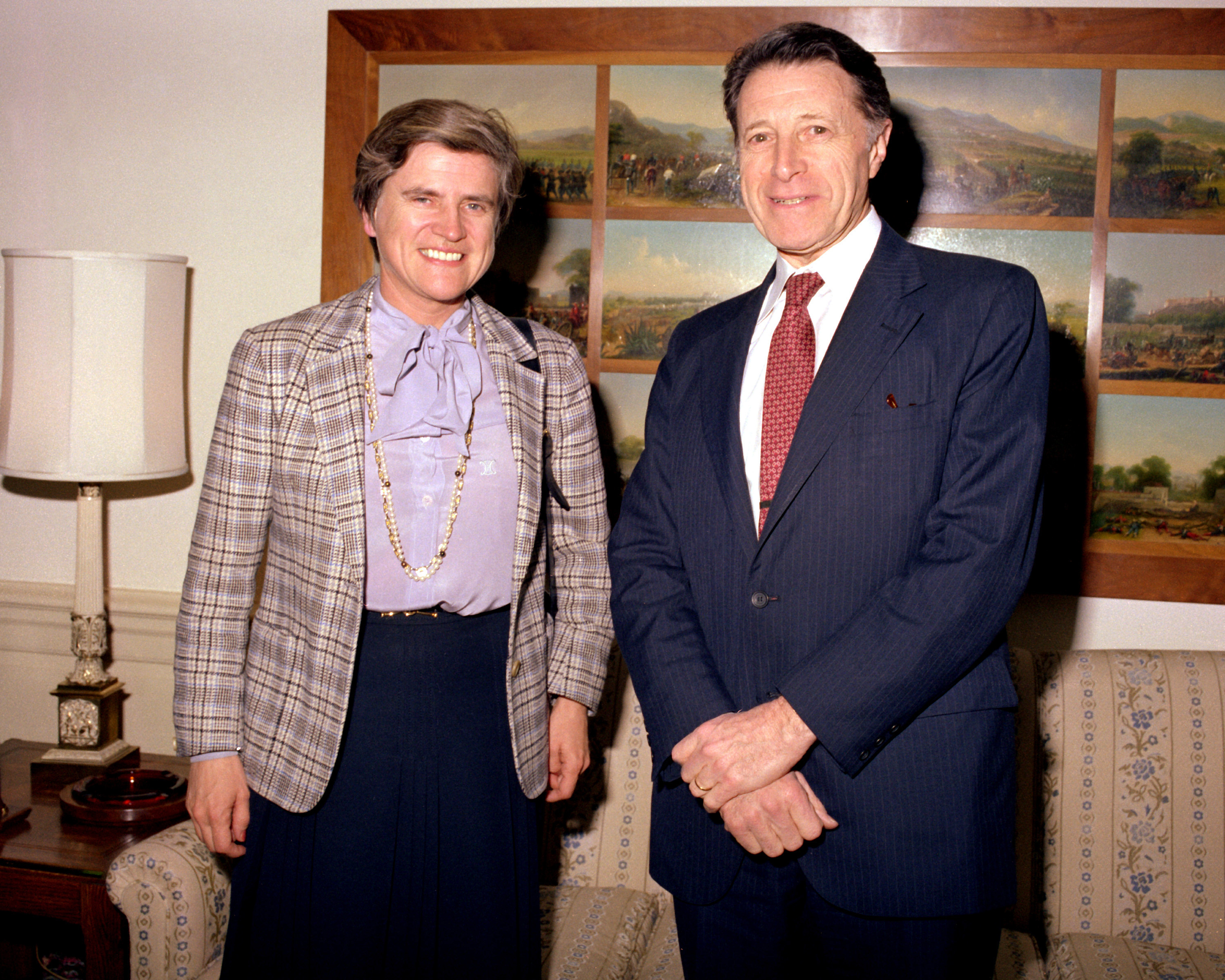
Colette Flesch i Caspar Weinberger, amerykański sekretarz obrony (1982)

Colette Flesch (ur. 16 kwietnia 1937 w Dudelange) – luksemburska polityk, samorządowiec i sportowiec. Uczestniczka igrzysk olimpijskich. Była posłanka, wicepremier, minister, deputowana do Parlamentu Europejskiego.

## Życiorys
Kształciła się w Stanach Zjednoczonych w Wellesley College, gdzie uzyskała licencjat z nauk ekonomicznych i politycznych, a następnie w The Fletcher School of Law and Diplomacy w Medford.
W młodości uprawiała zawodowo szermierkę, specjalizując się we florecie. Trzykrotnie uczestniczyła w letnich igrzyskach olimpijskich: w 1960, 1964 i 1968. Po zakończeniu kariery sportowej pełniła różne funkcje w krajowych organizacjach, m.in. jako przewodnicząca federacji szermierczej i członkini władz komitetu olimpijskiego.
W latach 70. pełniła funkcję burmistrza Luksemburga, będąc pierwszą kobietą zajmującą to stanowisko. Zaangażowała się w działalność Partii Demokratycznej. W latach 1980–1989 pełniła funkcję przewodniczącego tego ugrupowania. Później została jego honorową przewodniczącą. W latach 1969–1980 i 1984–1989 zasiadała także w Izbie Deputowanych. W listopadzie 1980, po rekonstrukcji rządu Pierre’a Wernera, objęła urząd wicepremiera Luksemburga, stając się jednocześnie ministrem spraw zagranicznych, ministrem gospodarki i ministrem sprawiedliwości. Pełniła te funkcje do lipca 1984.
Colette Flesch przez wiele lat była również posłanką do Parlamentu Europejskiego. Po raz pierwszy mandat w PE sprawowała w latach 1969–1979. Następnie była wybierana w wyborach powszechnych, trzykrotnie składając mandat po około roku jego sprawowania (1979–1980, 1984–1985 i 1989–1990). W sierpniu 1999, kilkanaście dni po rozpoczęciu V kadencji Europarlamentu, przyjęła funkcję eurodeputowanej PD, gdy do rządu został powołany Charles Goerens. Colette Flesch pracowała w grupach liberalnych (kilkakrotnie jako wiceprzewodnicząca), a także m.in. w Komisji Rozwoju i Współpracy. Z PE odeszła w 2004.